# Antônia (filme de 2006)
Antônia é um filme brasileiro de 2006 dirigido por Tata Amaral, e estrelado por Negra Li, Leilah Moreno, Quelynah e Cindy Mendes. Filmado em São Paulo de 22 de fevereiro a 4 de abril de 2005, entrou em cartaz em 9 de fevereiro de 2007 e narra a história de quatro amigas que enfrentam um cotidiano de violência, pobreza e machismo para realizar o sonho de viver do rap.

## Elenco
Integrantes do grupo Antônia:
- Negra Li .... Preta
- Leilah Moreno .... Bárbarah
- Quelynah .... Mayah [2]
- Cindy Mendes .... Lena (Maria Madalena)

Demais Integrantes do elenco, em ordem alfabética:
- Barão .... Barão
- Chico Santos .... Duda (Irmão de Bárbarah)
- Cláudio Galperin .... médico
- Ezequiel da Silva .... Robinho
- Fernando Macário .... Ermano
- Giulio Lopes .... Antenor
- Hadji .... DJ Cocão
- Júlio Machado .... noivo
- Kamau .... Dante
- Leona Cavalli
- Maionezi .... JP
- Paixão de Jesus .... Dona Cida
- Martha Meola .... passageira no ônibus
- Marcílio Duarte .... Delegado
- Marquinho .... Policial
- Nathalye Cris .... Emília
- Negro Rico .... DJ Anjo
- Odara Carvalho .... Roberta
- Paula Pretta .... passageira no ônibus
- Sandra de Sá .... Maria (Mãe de Preta)
- Silvana Matteusi .... passageira no ônibus
- Silveira .... músico
- Thobias da Vai-Vai .... João (pai de Preta)
- Thaíde .... Marcelo Diamante
- Valney Damasceno .... Zé (Namorado de Duda)

## Premiações
- Prêmio Teddy – Teddy Award Berlin – 2006;
- . 30ª. Mostra Internacional de Cinema de São Paulo em 2006
- “Prêmio Petrobras Cultural de Difusão – Melhor Longa Brasileiro de Ficção” escolha do público;
- Troféu “Menina de Ouro” concedido a Tata Amaral, em homenagem ao filme Antônia concedido pela Prefeitura da Cidade de Paulínia
- .Prêmio concedido pelo Governador Aécio Neves a Tata Amaral, pelo mérito de seu  trabalho em Antônia
- . Festival Internacional de Filmes para Infância e Juventude de Zlin na República Checa
- “Prêmio Especial do Júri Ecumênico”
- . Festival Internacional del Nuevo Cine Latino-Americano de Havana em 2006
- “Melhor som” - João Godoy e Eduardo Santos Mendes
- “Prêmio Roque Dalton” oferecido pela Radio Habana Cuba
- Festcine Goiânia em 2006
- "Melhor Ator Coadjuvante" – Thaíde
- “Melhor Fotografia” – Jacob Sarmento Solitrenick
- “Melhor som” – João Godoy e Eduardo Santos Mendes